# Xã Anthony, Quận Norman, Minnesota
Xã Anthony (tiếng Anh: Anthony Township) là một xã thuộc quận Norman, tiểu bang Minnesota, Hoa Kỳ. Năm 2010, dân số của xã này là 62 người.